# Blitz Wolf
Blitz Wolf este un film de animație american regizat de Tex Avery din Al Doilea Război Mondial și realizat pe 22 august 1942.

## Scurtă descriere
A fost odată ca niciodată trei purceluși. Primul dintre ei își construiește o casă de paie, cel de al doilea o casă din bețe, în vreme ce ultimul dintre ei și cel mai isteț o casă din piatră, superfortificată și apărată de tunuri și înconjurată de tranșee. Deși primii doi îl iau în derâdere pe purcelușul cel isteț, acesta îi avertizează că el se pregătește pentru a se apăra de lupul cel mare și rău care urmează să invadeze Porcmania. Bazându-se pe tratatul de pace pe care l-au semnat cu lupul Adolf, cei doi porcușori prostuți stau liniștiți, însă curând realizează ca fratele lor are dreptate.

## Vocile
- Pinto Colvig - Al treilea purceluș
- Frank Graham - Naratorul
- Bill Thompson - Adolf Wolf

## Legături externe
- Blitz Wolf la Internet Movie Database
- Blitz Wolf la CineMagia

1. ↑  The Big Cartoon DataBase, accesat în 24 septembrie 2019